# Sophie Kunert
Marie Luise Sophie Kunert (* 1. März 1895 in Berlin-Spandau; † 18. Januar 1960 in Göttingen) war eine deutsche Seelsorgerin.

## Leben und Wirken
Kunert stammte aus großbürgerlichem Haus und setzte durch, das Abitur ablegen zu dürfen. Anschließend studierte sie Evangelische Theologie, obwohl Frauen zu dieser Zeit noch keine beruflichen Tätigkeiten in der evangelischen Kirche angeboten wurden. Nach dem Ersten Examen arbeitete sie ab 1921 zunächst als Direktionssekretärin und Erzieherin, erhielt 1925 die Möglichkeit, als Sozialpädagogin im Hamburger Strafvollzug zu arbeiten. Hier war sie mit der Seelsorge im Frauengefängnis betraut.
Mit der Unterstützung von Heinz Beckmann, Hauptpastor an der St. Nikolai-Kirche, legte sie als erste Frau der Hamburgischen Landeskirche 1925 das Zweite Examen ab. Sie initiierte ein 1927 verabschiedetes Kirchengesetz, das Frauen eine Tätigkeit als Pfarramtshelferinnen möglich machte. 1928 erhielt sie die Einsegnung für den Dienst in der Kirche des Frauengefängnisses Fuhlsbüttel und studierte berufsbegleitend Psychologie. 1933 wurde sie bei William Stern mit der Schrift „Abhängigkeit, eine personale Struktur straffälliger Frauen“ promoviert.
1934 gab sie die Anstellung in der Hansestadt auf und heiratete Bruno Benfey, einen Pastor aus Göttingen. Da ihr Mann aus antisemitischen Gründen verfolgt wurde, emigrierte das Ehepaar 1939 in die Niederlande. 1946 kehrten beide nach Göttingen zurück. Kunert arbeitete fortan gemeinsam mit ihrem Mann in dessen Gemeinde.

## Ehrungen
An Sophie Kunert erinnert heute der „Sophie-Kunert-Weg“ im Göttinger Stadtteil Geismar. 

## Schriften
- Straffälligkeit bei Frauen, ihre Entstehung und Beschaffenheit, in: Zeitschrift für angewandte Psychologie (Beiheft 67), Leipzig: J. A. Barth 1933.